# Смирнов, Илья Викторович
Илья́ Ви́кторович Смирно́в (род. 20 октября 1958, Москва) — российский журналист, левый консервативный публицист, музыкальный критик, историк. Один из основоположников и ключевых фигур так называемого «рок-андеграунда» восьмидесятых годов.

## Биография
Родился в семье писателя Виктора Васильевича Смирнова. Мать — Лидия Квасникова, журналист, а впоследствии заместитель главного редактора газеты «Пионерской правды». Позже отец ушёл к другой женщине, но поддерживал общение с сыном и брал его летом на отдых.
Дед Ильи, Смирнов Василий Иванович руководил западным речным пароходством в Калининграде, присылал из Прибалтики внуку подарки (черный дипломат, чёрный тулуп).
Детство Ильи прошло на «Самотёке» (район Самотёчной улицы и Самотёчных переулков).
Учился в школе № 182 Свердловского района Москвы на Долгоруковской улице вблизи станции Новослободская (ныне это школа № 1388). Странно задумчивый ученик едва ли не с самого начала учёбы был признан всеми недосягаемым образцом и главным претендентом на будущую золотую медаль.
Учился Илья отлично, в конце 8 класса на внутришкольной физико-математической олимпиаде он занял первое место и перешёл в 9А класс — специализированно-математический.
Ещё в восьмом классе Смирнов увлекся «политикой», став для своей компании источником будоражащих сведений о «тайной стороне» советской истории — от сталинских исправительно-трудовых лагерей, предвоенных репрессий в армии и секретного пакта Молотова — Риббентропа до «нехороших» анекдотов о современных руководителях партии и государства.
Осенью 1974 года десятикласник (16 лет) Смирнов с товарищами (Александр Фурман и др.) организовали в школе «Политклуб». Смирнов так объяснял смысл клуба: «молодежь щас стала гнилая, не верящая в светлое будущее и т. д. и т. п., и что есть такая, пока что подпольная, молодежная организация в Москве, которая хочет исправить некоторые ошибки комсомола и партии в области внутренней политики и воспитания». Деятельность «Политклуба» очень походила на беснование китайских хунвейбинов в период «культурной революции». Программный документ движения назывался совершенно по-китайски: «26 восклицательных знаков» и был направлен против «враждебной идеологии»: во 1-х, уголовно-блатное мировоззрение с его цинизмом, культом насилия и наркотика, во 2-х, живучее мещанство, стяжательство, в 3-х, антисоветчина в духе Солженицына. Политклуб издавал школьную газету, вывешивал плакаты «Смерть фашистским собакам!», «Коммунизм или смерть», «Школа имени Че Гевары», у ворот школы, проводил акцию «Три пролетарских удара по фашизму и бюрократии» и т. п.
Александр Фурман отмечал недостатки движения комсомольцев под рук-вом И. Смирнова: «Стихийность движения, отсутствие какой бы то ни было определенной цели и планов. Массовое пьянство, мелкое хулиганство.». Школьное начальство не одобряло деятельность «Политклуба», и в 1975 году он был закрыт решением свыше. Тогда же Смирнов познакомился с Григорием Лойферманом, руководителем комсомольского полит-сектора школы № 152.
Осенью 1975 года Смирнов поступил в МГУ, но завалил сессию и был отчислен.
Той же осенью 1975 года Илья Смирнов совместно с Григорием Лойферманом создали неформальный клуб «Антарес» — для названия взяли «какую-нибудь красную звезду покрупнее». Клубу выделили помещение в древнем нежилом строении возле метро «Проспект Мира» (Грохольский переулок).
В апреле 1976 г. «Антарес» провёл у станции метро «Улица 1905 года» демонстрацию с портретами Че Гевары, которая закончилась массовым задержанием.
В сентябре 1976 года Смирнов поступил в медицинское училище № 14 (Чуксин тупик, ныне Медицинский колледж № 1), где отучился два года. В том же 1976 году проходил практику в ГКБ № 50 (ул. Вучетича). Практику весны 1978 года Смирнов прогуливал из-за приступов депрессии. После окончания медицинского училища Смирнов работал лаборантом в КВД № 11 на Самотёке (2-й Щемиловский переулок).
В это время «силы душевные уходили в Антарес». В мае 1977 году «Антарес» в поисках помещения вошёл в состав «Форпоста культуры им. С. Т. Шацкого» в Хамовниках у ст. метро Спортивная (руководитель Ричард Соколов). В этом подвальном помещении Смирнов участвовал в театрально-политических постановках про Сталина, Че Гевару, RAF, еврокоммунизм и т. п.. После скандального перфоманса группы «Мухоморы» с унитазом в марте 1978 года Ричард Соколов выгнал «Антарес» из «Форпоста».
В 1977 году «Антарес» установил тесные контакты с «Комбригом» и вообще в коммунарским движением, а также с хиппи. «Коммунары считали себя марксистами, но Маркса читали крест-накрест… Зато они нажимали на психологию.»
В мае 1978 году Смирнов и «Антарес» приняли участие в XXI слёте КСП: «в 78 году мероприятие вовсе не производило позднейшего унылого впечатления. Мы услышали немало оригинальных, смелых и смешных вещей, и сразу почувствовали: родное».
В 1978 году Смирнов завязал контакты с кругами религиозной оппозиции (Александр Огородников и др.) и — через довольно загадочную фигуру левого полуподполья конца 70-х Бориса Исайко (бывшего члена ЦК ЛКСМ Молдавии, пытавшегося объединить все подпольные и полуподпольные группы в единую антиправительственную организацию) — с о. Дмитрием Дудко.
В 1978—1979 годах деятельность «Антареса» сошла на нет. Это было связано с тем, что Смирнов летом 1978 года в узком кругу (члены «Комбрига» А. Морозов, А. Фурман, руководитель подросткового клуба в Обнинске Сергей Шапошник, Б. Исайко и Валентин Юмашев) зачитал свой труд, посвящённый сравнительному анализу стилей В. И. Ленина и Л. И. Брежнева. Вскоре этот текст был конфискован КГБ у задержанного на улице Б. Исайко, Смирнов был вызван в КГБ, где ему угрожали помещением в спецпсихбольницу.
Сам Смирнов объясняет это так: «после того, как накрылось даже такое сверх-тепличное заведение, как Форпост, последнему кретину становилось ясно, что никакой работы по объединению молодежи нам вести не дадут. Причем сталкиваемся мы не с „отдельными проявлениями“, а с общей системой»; «Сталкиваясь с разнообразными органами (комсомольскими, партийными, правоохранительными), „Антарес“ неизбежно дрейфовал в сторону того самого диссидентства, против которого собирался воевать».
Смирнов придерживался антиконсервативных взглядов: «против крепкой патриархальной семьи, моногамии и прочего фуфла».
В 1980-е годы Смирнов становится известен как видная фигура в контркультурных кругах — он участвовал в издании первых подпольных музыкальных журналов: «Зеркало», «Ухо». Был постоянным автором, а затем главным редактором журнала «Урлайт», во многом сформировавшем систему взглядов и стандартов журналистики на музыкальные темы.
Активный участник теневого концертного менеджмента. Занимался организацией первых полулегальных московских концертов Бориса Гребенщикова, Майка Науменко, Андрея Макаревича, Константина Никольского — за что неоднократно вызывался на «беседы» в КГБ и получал «прокурорские предупреждения». Сам Смирнов утверждает: «Когда судьба предоставила мне возможность заняться организацией концертов чрезвычайно на тот момент популярных рок-групп, через мои руки проходили немалые деньги, но не прилипло ни копейки — я просто не понимал, как такое возможно».
С его деятельностью связано слияние известной части «рок-подполья» с диссидентским движением и политизация рок-музыки в СССР. В своих изданиях писал и печатал письма в защиту Валерия Баринова («Трубный зов») и Александра Новикова.
В 1987 году принимал участие в организации рок-фестиваля «Подмосковные вечера». С того же года начал публиковаться в журнале «Знание — сила» (до 1993 года).
Вспоминал: "Вечер памяти Башлачёва в ноябре 1988 года во Дворце спорта в Лужниках стал последним рок-н-рольным мероприятием, в котором я принимал осмысленное участие".
Не позднее 1988 года окончил исторический факультет МГПИ им. В. И. Ленина, ученик В. Б. Кобрина.
Является писателем, пищущим на политические и историко-политические темы. Автор нескольких политических книг, а также множества статей и рецензий на исторические монографии и учебники, в которых критически отзывается о современных тенденциях фальсификации истории (реабилитация фашизма, восхваление авторитаризма и царизма и т. д.).
Является автором термина (пейоратива) «либерастия» и мема «либераст».
Выступал с критикой Ричарда Докинза за воинствующий дилетантизм в гуманитарных науках.
По словам самого Ильи он «Много лет прилежно голосует за КПРФ на парламентских выборах, региональных и общегосударственных» по «сугубо практическим» соображениям.
Работал[когда?] в Литературной газете, газетах «Журнал и сцена», «Московские новости», в журнале «Театр», в Экспериментальном творческом центре Сергея Кургиняна.
В период 1996—2005 гг. публиковал статьи в «Независимой газете» Бориса Березовского.
В 1997-98 годах публиковался в журнале «Химия и жизнь».
В период 1997—2005 гг. регулярно публиковал статьи про учебники в газете «Первое сентября».
В период 1998—2012 гг. на Радио «Свобода» регулярно выступал с рецензиями на гуманитарную литературу в передаче «Поверх барьеров» и в других радиопередачах с участием Марины Тимашевой.
В период 1999—2009 гг. публиковался в Русском журнале.
В период 2003—2008 гг. публиковал статьи в журнале «Россия XXI» С. Е. Кургиняна.
В период 2003—2014 гг. регулярно публиковался в журнале «Скепсис», в том числе под псевдонимом «Авесхан Македонский».
В период 2011—2013 гг. писал исторические заметки для интернет-портала «Пионерская правда».
В 2013 году публиковал мемуарные статьи в мужском журнале «Медведь».
В период 2014—2016 гг. регулярно публиковался в газете «Известия».
Начиная с 2014 года регулярно публикуется на сайте политического консерватизма «Русская Idea» Бориса Межуева.
Начиная с 2016 года публикуется в онлайн-клубе «Антикритика», а также снова в профсоюзной газете «Солидарность».
Был женат на  Марине Тимашевой.

### Книги
- Илья Смирнов. [www.lib.ru/CULTURE/MUSIC/SMIRNOW/kolokolchiki.txt «Время Колокольчиков — жизнь и смерть русского рока».] (1994)
- Илья Смирнов. «Прекрасный дилетант: Борис Гребенщиков в новейшей истории России». — М.: «Леан», 1999. ISBN 5-85929-040-3
- Илья Смирнов. «Либерастия». (2000; существует только в интернете)
- Илья Смирнов. Смутное время, или Что мы празднуем 4 ноября? (аудиокнига MP3) Издательства: 1С-Паблишинг, Три Сестры, 2007 г. ISBN 978-5-9677-0456-7
- Македонский А. Г. Регрессанс. Новейшая история российского образования: Сб. ст. / Науч. ред. Г. А. Осеньев. — М., 2011. — 181 с. «Регрессанс»
- Авесхан Македонский. Регрессанс. Новейшая история российского образования. Второе издание, инновационное и дополненное: Сб. ст. / Науч. ред. Г. А. Осеньев. — Нижний Новгород, Растр-НН, 2012. — 238 с. с илл. ISBN 978-5-901956-57-1.

### Некоторые статьи
- Смирнов И. В. «Толкование на свинью» // «Рокси» № 6, ноябрь 1983.
- Смирнов И. В. «Некрасовцы» // «Вопросы истории», 1986, № 8.
- Смирнов И. В. Фольклор новый и старый // «Знание — сила» № 3, 1987, С.54-63
- Смирнов И. В. Морская история Тулы // «Знание — сила» № 4, 1987, С.64,87
- Смирнов И. В. Мост над бурными водами // «Знание — сила» № 5, 1987, С.74
- Смирнов И. В. Приобретение навеки // «Знание — сила» № 9, 1987, С.50-57
- Илья Смирнов и Марина Тимашева, Я опять вернусь (Александр Башлачёв) // «Советская Молодежь» (Рига) № 62, 30.03.1988
- Смирнов И. В. Циркули, угломеры и хвост беса Молоха // «Знание — сила» № 6, 1988, С.60-64
- Илья Смирнов. Весёлые и невесёлые картинки из истории ДК // «Ауди-Холи» (Казань) № 7/1988
- Илья Смирнов и Марина Тимашева, Саша (Башлачёв) // «Сельская Молодежь» № 1, 1989
- Смирнов И. В. История с историей // «Знание — сила» № 6, 1989, С.90-95
- Смирнов И. В., Тимашева М. Интервью с БГ для журнала «Урлайт», декабрь 1989.
- Смирнов И. В. Век нынешний и век минувший // «Знание — сила» № 12, 1990, С.8-14
- Смирнов И. В. О первых и последних // «Знание — сила» № 2, 1991, С.34-38.
- Смирнов И. В. Свободный человек // «Знание — сила» № 2, 1991, С.96.
- Смирнов И. В. Перестройка — Пятая русская революция // «Знание — сила» № 6, 1991, С.28,29,98.
- Смирнов И. В. Рок-н-ролл мёртв… // «Знание — сила» № 8, 1991, С.57-63.
- Смирнов И. В. «Кто есть кто» в современном роке // «Литературная газета», 1991.
- Смирнов И. В. Проклятие дома Романовых // «Знание — сила» № 1, 1992, С.79-87.
- Илья Смирнов, Майк (Науменко), «Юность» № 1, 1992
- Илья Смирнов, Без надежд и без страха… // Журнал «Семья» № 2, 1992 г.
- Смирнов И. В. «Козлополис. Роман в документах».  // Газета «Солидарность». № 11 1992. С. 7.
- Смирнов И. В. «Этика истории в публицистических и популярных работах В. Б. Кобрина». // «Проблемы отечественной истории и культуры периода феодализма. Чтения памяти В. Б. Кобрина». М, РГГУ, 1992, с. 20.
- Смирнов И. В. Хроника времен Василия Темного // «Знание — сила» № 11, 1993, С.79-83.
- Смирнов И. В. [рец. на:] В. Б. Кобрин. Кому ты опасен, историк? М.: Московский рабочий, 1992. // Отечественная история. 1994, № 2.
- Смирнов И. В. , Петров Д. «Авангард в традиционном искусстве народов мира» // «Солидарность», 1995, № 5.
- Смирнов И. В. «Двор порядка». // «Культура», 4.11.1995.
- Смирнов И. В. «Религия завтрашних дней» // ОГ, 1996, № 32.
- Смирнов И. «Из жизни призраков». // «Независимая газета», 31.08.1996.
- Смирнов И. «Факсимилянты» // «Культура», 27.01.1996.
- Илья Смирнов, Откуда есть пошла русская земля // Независимая газета № 106 от 11.06.1996.
- Илья Смирнов, Кимвал звучащий (новый альбом «Машины времени») // Независимая газета № 163 от 03.09.1996.
- И.Смирнов, Первый в России рокер (о Владимире Высоцком) // «Мир Высоцкого», вып.1, М., 1997. С.407.
- Илья Смирнов, Тетя Клио, расскажи сказку (рецензия на пособие В. М. Соловьева «Наша Россия») // «Первое сентября», 20.03.1997.
- Смирнов И. В. Наркомафия королевы Виктории // «Химия и жизнь» № 5, 1997, С.60-65
- Смирнов И. В. Бездонный колодец, бесконечное небо // «Химия и жизнь» № 8-9, 1997, С. 97-99
- Илья Смирнов, Уроки растерянности (рецензия на учебник Левандовского и Щетинова) // «Первое сентября», 11.12.1997.
- Смирнов И. В. Опыт толкового культурологического словаря // «Химия и жизнь» № 6, 1998, С. 79.
- Смирнов И. В. «Религия завтрашних дней» // «Свободная мысль», 1998, № 3.
- Смирнов И. В. «Убить наблюдателя». // «Известия», 24.04.1998.
- Смирнов И. В. «Мальчики-мажоры от Черненко до Кириенко. Открытый ответ Тимуру Кибирову». // «Солидарность», 1999, № 45.
- Илья Смирнов, Сраматургия // Независимая Газета, 13.05.2000
- Илья Смирнов, Союз меча, орала и телесериала // Независимая Газета-Субботник 26.05.2001
- Смирнов И. В. Откровение Иоанна IV  // «Знание — сила» № 5, 2001, С.73-79.
- Илья Смирнов. Два света — два бюджета // Россия XXI, 02.2003
- Илья Смирнов. Ося, Киса и Тихон были тут // Россия XXI, 03.2003
- Илья Смирнов. Компьютерный учет летучих крокодильчиков // Россия XXI, 03.2004
- Илья Смирнов. ИнтерNAZIонал // Россия XXI, 06.2004
- Илья Смирнов. Сага о том, как славянин Рюрик и прочая челядь на чистом вологодском санскрите преподавали российскую историю // Россия XXI, 02.2005, с.170
- Илья Смирнов, Воинствующая этнография // Независимая Газета, 20.04.2005
- Смирнов И. В. «Левым до перестройки было практически всё живое…» // Агентство политических новостей, 17.07.2006
- Смирнов И. В. «Добро пожаловать, путешественники в третье тысячелетие! (о нашей образовательной системе)» // «Континент», 2003, № 116
- Смирнов И. В. Извилистые дороги к храму // Россия XXI. 2007. № 6
- Смирнов И. В. Цветочки и ягодки. К 40-летию «молодёжной революции» // Россия XXI, 03.2008
- Смирнов И. В. Дети Гельминталя: групповой портрет в историческом интерьере. // «Вопросы театра» № 1-2/2010.
- Смирнов И. В. Новые образы фашизма в гуманитарных науках // Клуб Кургиняна, 03.05.2010
- Смирнов И. В. Новый словарь Фимочки Собак